# Hirata Acutane
Hirata Acutane (priimek Hirata, ime Atsutane, 平田 篤胤), japonski mislec, učenjak in goreč nacionalist, rojen 6. oktober 1776, umrl 2. novembra 1843. 
Na Japonskem je v obdobju med leti 1603 in 1867 delovalo več japonskih učenjakov, ki so se ukvarjali s področjem japonske filologije, verskih študij in filozofije. Gre za študije v tradiciji Kokugaku, ki jo še poosebljajo zlasti štirje velikani teh študij, med katere sodi Hirata Acutane. Poleg njega med najpomembnejše osebnosti v tradiciji Kokugaku štejejo tudi Kadar ne Azumaro, Kamo no Mabuči in Motoori Norinaga. Hirata je bil izjemen na področju proučevanja religije Shintō in eden njenih najpomembnejših teologov. Njegovo literarno ime je bilo Ibukinoja (気吹舎), znano pa je, da je med drugimi uporabljal tudi imena Daigaku (大壑), Daikaku (大角) in Gentaku (玄琢).

## Življenje

### Rojstvo in zgodnje obdobje njegovega razvoja
Hirata Acutane se je rodil leta 1776 kot četrti sin Ovade Jošitaneja, ki je pripadnik samuraja Obangašira iz province Kubota, v današnjem delu mesta Akita na severu Japonske. O zgodnjem otroštvu Acutane ne vemo veliko, znano pa je, da je družino mučila revščina. Bil je pripadnik nižjega rodu. Mati mu je zgodaj umrla, zato je živel z mačeho, s katero ni imel dobrega odnosa. Kot mladostnik je bil bister in se je zgodaj izučil v branju kitajskih besedil, priučil pa se je tudi praktične kitajske medicine.

### Življenje v Edu – razvoj Hiratove misli in jedro njegovega dela
Leta 1795 se je Acutane preselil v Edo, glavno mesto Tokugava. Gre za današnji sodobni Tokio. V času življenja v Edu se je razvila večina njegovih misli in je nastala večina njegovih del. V prvih letih življenja v Edu se je soočal s hudo revščino, zato se je, da bi preživel, zaposlil tudi kot manualni delavec. 
Leta 1800 je mladi mislec s svojimi prvotnimi deli pritegnil pozornost Hirata Tōbeija, takratnega priznanega učenjaka. Ta ga je posvojil in Acutane od njega prevzel družinsko ime Hirata. Približno v istem času je spoznal Orose (織瀬), hčerko Hatamota iz področja Numazu, s katero se je poročil naslednje leto. Bila je Acutanov velik navdih za delo in raziskovanje v nadaljnji letih.
Kljub poroki je bil Acutane še vedno težki finančni situaciji. Vseeno je nadaljeval študij. Prvotno je študiral neokonfucianizem, ki je bil na Japonskem uradna in vodilna filozofija v obdobju Tokugava. Gre za obdobje med letoma 1603 – 1867.  Omenjena filozofija je močno vplivala na mišljenje in delovanje Asutana v njegovi začetni fazi, kasneje pa je na njegovo delo vplivalo raziskovanje in posvečanje študiju šintoizma. Leta 1805 postal učenec Motoorija Norinage, ki je bil takrat eden iz med pionirjev gibanja Kokugaku (Nacionalno učenje). To gibanje je poskušalo najti pravi obraz japonskega duha v zgodnji japonski tradiciji in kulturi. Medtem, ko je Motoori s skrbnim filološkim študijem (filologija: veda o jeziku, književnosti in kulturi skupine narodov (Fran)) iskal pravi japonski duh, je Asutane Hirata poskušal razviti šintoistični teološki sistem, ki bi zagotovil normativna načela za družbeno in politično delovanje. 
V poznejših letih je postajal vse bolj kritičen do fevdalnega režima v obdobju Tokugava Slednji je vladal Japonski prek urada šoguna, zaradi česar je bil v tistem času japonski cesar nič drugega kot nemočen simbol. Zaradi kritičnih misli in svojih političnih dejavnosti in razvoja šintoistične teologije je bil Acutane Hirata do konca življenja zaprt v rojstnem kraju. Kljub temu je odločno oznanjal vero v naravno premoč Japonske kot dežele bogov. Menil je, da bogovi prinašajo »Pravo pot« na Japonsko in jih zagotavljajo imperialno linijo in držo. Toda kljub močnemu nacionalizmu in ksenofobiji ni okleval sprejeti nekaterih značilnosti zahodne znanosti, ki so mu bile znane po kitajskih prevodih. Za svojo šintō teologijo je celo prisvojil nekatere vidike teoloških del, ki so jih napisali jezuitski misijonarji na Kitajskem. 
Leta 1808 ga je družina Širakava priznala kot učitelja šintoističnih duhovnikov. To mu je prineslo bogat vir dohodka in omogočilo, da se je osredotočil na poučevanje in pisanje. Njegova najpomembnejša dela so bila spisana okrog leta 1811. Okoli leta 1820 je pridobil akademski ugled in se začel zanimati za starodavne japonske črke in za področje demonologije. Njegovo delo o slednji temi je veljalo za vzor, ki je navdihnilo sodobne študije o ljudskih verovanjih. Kasneje se je študij usmeril tudi v raziskovanje starodavnih zapisov iz Indije in Kitajske, da bi na podlagi teh lahko identificiral Japonsko kot idealno državo. Leta 1830 je prejel tudi majhno štipendijo rodbine Ovari, ki je bila ena iz med premožnih družin v provinci Tokugava. 

### Zadnje obdobje življenja
Proti koncu svojega življenja je Acutane raziskoval področje vedeževanja in meroslovja. Leta 1834 je izdal Kōkoku doseikō (Japanese Metrology (Japonsko meroslovje), kar je tudi močno razjezilo japonsko vlado, ki je hotela ohraniti strog nadzor nad takšnimi zadevami. Zaradi tega je tudi izgubil štipendijo in kasneje moral opustiti tudi pisanje. Kmalu zatem se je zato vrnil v svojo domačo pokrajino in tako tudi ves njegov trud za svobodno pisanje propadel. 
Hirata je umrl na svojem domu v Nakakame-čo v Akiti leta 1843. Po njegovi smrti mu je  šintoistični duhovnik Širakava podelil posmrtni verski naziv, ki ga je povzdignil v status kamija. V skladu z določili njegove oporoke je bil pokopan na pobočju hriba v rojstnem mestu. Njegov nagrobni kamen je preprost naravni kamen, v katerega je vpisano njegovo ime,  obdan s preprosto kamnito ograjo. Na vhodu so postavljena kamnita vrata tori. Grobnica je bila leta 1934 razglašena za nacionalni zgodovinski spomenik Japonske. 
Acutane je imel v svojem času skupno 553 učencev, število učencev, pa so se razglašali za njegove učence po je po njegovi smrti preseglo število 1300. Ti so bili predvsem iz šintoističnega duhovništva in bogatih podeželskih slojev. Acustane je imel s svojimi pogledi in deli torej močan vpliv na intelektualen svet poznega obdobja Edo. Njegovi znanstveni in filozofski spisi so zbrani v enaindvajsetih zvezkih njegovih zbranih del Šinšū Hirata Acutane Zenšū, ki jih je izdal Meičo Šupan.  

## Pomen in vpliv njegovega življenja
Acutanova dela so privabljala veliko izobražencev in učencev. Število učencev, ki so sledili njegovi misli, je po njegovi smrti naraslo, saj so mnogi želeli prevzeti njegova sporočila. Med tem sta bila tudi misleca Okuni Takamasa in Suzuki Šigetane.
Njegova prva knjiga z naslovom Kamōšo (Preklinjanje neumneža) je bila kritika Bendōšo (Razprava o poti). Gre za delo slavnega konfucionista Dazija Juna. V njej je Acutane izrazil lastno mnenje o Dazijevem delu, pri tem pa je kritiziral napačno predstavljen pogled na starodavno Japonsko. Ročno napisan osnutek je vezel s seboj, ko se je odpravil k Motooriju Norinageju v upanju, da ga bo sprejel za učenca. To se ni zgodilo, saj je bil šele dve leti po Norinagejevi smrti, tj. leta 1803, uradno priznan kot njegov učenec. 
Leta 1804 je Acutane v Edu odprl majhno zasebno akademijo in se še bolj poglobljeno začel posvečati pisanju. V njegovem zgodnjem obdobju pisanja je ustvaril dve pomembni deli, ki sta zasnovali njegova osnovna načela in stališča in predstavljali rdečo niti tudi njegovega nadaljnjega ustvarjanja. Verjel je, da je resnica ena. Stal je na stališču, da primarni in večni bog, ki nadzoruje naš svet, izvira iz Japonske in da je treba vse religije razlagati v skladu z japonsko mitologijo.
Prvo njegovo delo, kjer omeni svoja načela in stališča prestavlja Šinkišinron (Nova razprava o Kami) Ta prestavlja kritiko kitajskega razumevanja usode in duše ter lastnega prepričanja, da je duša prisotna tudi po smrti. Drugo pomembnejše delo je Honkjōgaihen (Dodatni nauki osrednje tradicije). To razkriva vpliv krščanskih besedil v kitajskih spisih. Sicer pa so bili njegovi spisi sestavljeni iz starodavnih in priljubljenih študij šintoizma, konfucijanstva, budizma in vaka poezije. Običajno je svojem besedilom priložil več komentarjev, da bi se izognil napakam pri interpretaciji. Tak primer je delo Koši (Starodavna zgodovina), kjer sta priloženi še dve deli Kosčico (Sklici na antično zgodovino) in Košiden (Komentarji antične zgodovine). Leta 1812 je napisal pomembno delo z naslovom Tama no mahašira (Pravi steber duha), v katerem je v skladu z načeli astronomije razložil japonski mit o nastanku vesolja.
Hirata Acutane je bil plodovit mislec, teolog in pisec nacionalističnih spisov. Ti so imeli velik vpliv na samuraje, ki so podpirali tako imenovano Sonnō džōi gibanje. To gibanje je bilo politično filozofsko in družbeno gibanje na Japonske, ki se je zavzemalo za spoštovanje cesarja, prepoved krščanstva in izganjanje tujcev z otoka. Dela Hirata Acutane so vplivala na verske skupine na Japonskem, pomemben, a do pred kratim precenjen vpliv, pa je imelo njegovo delo tudi na gibanje Kokugaku – japonsko gibanje, ki je poudarjalo pomen klasičnih študij. 
Med Hiratovimi trajnejšimi prispevki k japonski  miselnosti je bila ideja, da so vsi Japonci potomci  bogov, ne samo cesarska družina in določene uglajene družine. Bil je zagovornik, da je Japonska dežela bogov in da so Japonci njihovi potomci. 
Med manj znanimi deli so še besedila:
- Indo zōshi (印度蔵志略 : [前集] - Kratka zgodovina Indije)
- Senkyō ibun (仙境異聞 - Nenavadna zgodba o deželi nesmrtnih)
- Katsugorō saisei kibun  (Kronika ponovnega rojstva Katsugorōja)
- Kodō taii (Pravi pomen starodavne poti)
- Zoku Shintō  taii (Pravi pomen besede Commen Shintō)
- Tencgō mukyureki (Kronika o večni vladavini cesarja)
- Morokoshi taikoden